# 愛德華·約瑟夫·丹坦
愛德華·約瑟夫·丹坦（Édouard Joseph Dantan）是一位繼承了古典傳統的法國畫家。他廣受認可，並取得了成功，甚至獲得了當代現代主義畫家兼評論家沃爾特·西克特（Walter Sickert）尊重。

## 生平
1848年8月26日，愛德華·約瑟夫·丹坦出生於法國巴黎。他的祖父曾參加拿破崙戰爭，是一位木雕家。他的父親安托萬·洛朗·丹坦和叔叔讓-皮埃爾·丹坦都是著名的雕塑家。丹坦在巴黎國立高等美術學院師從伊西多爾·皮爾斯和亨利·萊曼。十九歲時，他受委託為馬恩省（塞納-瓦茲省）的布雷津臨終關懷院創作大型壁畫《聖三位一體》。丹坦在巴黎沙龍的首次展覽是1869年的《龐貝城毀滅中的一段插曲》。1870年，普法戰爭中斷了他的創作，他加入了國防軍。他被授予中士軍銜，後來晉升為中尉。戰爭期間，他的家宅被燒毀。
戰後幾年，丹坦在沙龍展出了許多其他畫作，包括《翁法勒腳下的赫拉克勒斯》（1874年）、《提摩法內之死》（1875年）、《仙女薩爾瑪西斯》（1876年）、《普里阿摩斯向阿喀琉斯索取赫克托爾的屍體》（1877年）、《召喚使徒彼得和安德烈》（1878年）、《畫室一角》（1880年）和《模特兒的早餐》（1881年）。他一直繼續在沙龍展出作品，直到1895年。 1890年、1894年和1895年，他擔任沙龍評審。
丹坦十二年來的伴侶是模特兒阿戈斯蒂娜·塞加托里，她也曾為讓-巴蒂斯特·卡米耶·柯洛、讓-萊昂·熱羅姆、歐仁·德拉克羅瓦和愛德華·馬奈等藝術家擔任模特兒。 1873年，她為丹坦生下了一個孩子：讓-皮埃爾。兩人分居後，阿戈斯蒂娜在克利希大道開設了“鈴鼓咖啡館”，成為藝術家的聚會場所。丹坦在維萊維爾度過了夏天。
1897年7月9日，他乘坐的馬車猛烈撞上村裡的教堂，丹坦不幸逝世。